# ルートヴィヒ・ジュッターリーン
ルートヴィヒ・ジュッターリーン（ドイツ語: Ludwig Sütterlin、1865年7月23日 - 1917年11月20日）は、ドイツのグラフィック・アーティスト。ドイツの筆記体の一つである、ジュッターリーン体の発案者である。

## 人物
ジュッターリーンは1865年7月23日、シュヴァルツヴァルトのラールに生まれた。どのような幼少期を過ごしたのかは不明だが、ベルリンに移住してグラフィック・アーティストとして活動を始め、1896年にベルリンで開催された産業博覧会のポスターで有名になったのが最も注目すべき時期である。その後、ベルリン王立美術工芸博物館付属学校（国立総合美術工芸学校を経て現在のベルリン芸術大学）で教師として働き、芸術的なフォントの講座を開いていた。1911年、ジュッターリーンはプロイセン王国の文化省から、幼稚園や学校向けのコースを作るように命じられた。このような教育システムとの関わりが、後にドイツの国字を作るという野望につながったのかもしれない。当時、現在の筆記体は交互に筆圧をかけるもので、小学生が筆記体の練習をするのは困難であった。そこでジュッターリーンは、子供向け・初心者向けに、線幅を均一にし、すべての文字を垂直にし、幾何学的に直線または円形にするという筆記の方法論を開発した。。この新しい、よりシンプルな文字によって、芸術的才能のあるなしにかかわらず、すべての生徒が文字を書くことができるようになったのである。1914年、ベルリンの学校でジュッターリーン体を使用する最初の試みが始まり、最終的には1924年にプロイセン政府がベルリンの全校における教育用国字として採用した。ドイツの他の州（オルデンブルク州、テューリンゲン州、ヘッセン州、バーデン州など）もプロイセンの例に倣い、1930年頃からドイツでは主に教育用にジュッターリーン体が導入されるようになった。しかし、自らの業績の結実を見届けることなく、ジュッターリーン体の全面採用に先立つ1917年11月20日にベルリンにて52歳で死去した。